# John Ballard
John Ballard (fallecido el 20 de septiembre de 1586) era un inglés Jesuita. Sacerdote ejecutado para ser implicado en un intento de magnicidio a la Reina Isabel I de Inglaterra,  en el Complot de Babington.

## Historia
John Ballard era el hijo de William Ballard de Wratting, Suffolk.
Ballard se matriculó en la universidad de St. Catharine, en Cambridge, en 1569, pero posteriormente emigró al Gonville y Caius College, Cambridge, y en el 29 de noviembre de 1579 ingresó para estudiar en la Universidad inglesa en Reims.
Se ordenó como sacerdote Jesuita en Châlons el 4 de marzo de 1581, y regresó a Inglaterra el 29 de marzo como católico misionero, lo que causó, poner precio a su cabeza. Para encubrir su identidad cierta, se encubrió como soldado bajo los mandos del Capitán Fortescue. 
Ballard diseñó el llamado Complot de Babington, que reunió a Anthony Babington y Chidiock Tichborne entre otros, para asesinar a la Reina como preludio a una invasión de Inglaterra por las fuerzas católicas españolas. Aun así, el complot que había sido descubierto y censurado por Isabel, se mantuvo por Francis Walsingham. De hecho, Ballard fue compañero inseparable de Barnard Maude, espía del gobierno.
El complot fue manipulado por Walsingham, ya que su objetivo primario era María, Reina de Escocia. 
Walsingham detuvo a Ballard y a otros conspiradores que fueron arrestados. Ballard fue torturado. Las conspiraciones fueron probadas en la Sala de Westminster el 13 y 14 de septiembre de 1586 y fue sentenciado culpable de traición y conspiración contra la Corona. Ballard fue ejecutado -Ahorcado, arrastrado y descuartizado-, el 20 de septiembre de 1586. Su muerte fue tan sangrienta y horrorosa, que incluso los testigos protestantes quedaron espantados.

## Filmografía
- 1998: Elizabeth, representado por Daniel Craig.